# Geumgwan Gaya

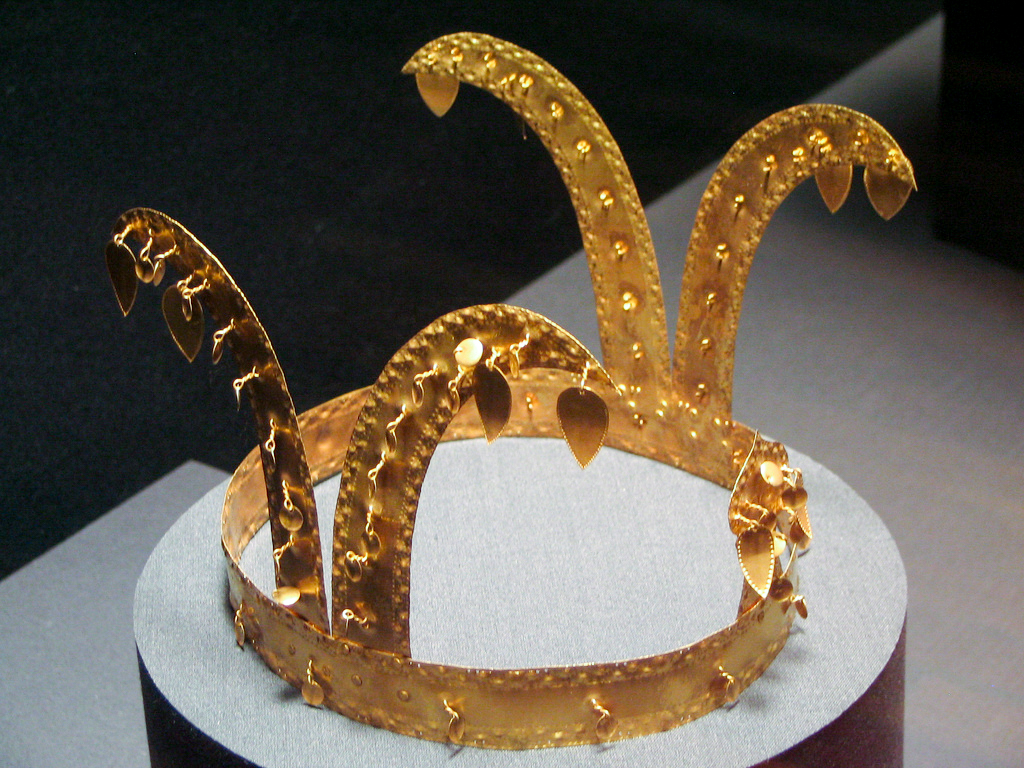
La corona de Gaya.

Geumgwan Gaya (금관가야, literalmente “Gaya de la corona de oro”, 43 – 532) o Bon-Gaya (본가야, 本伽倻, "Gaya original") también Garakguk (가락국, "Garak State") fue un miembro más fuerte entre seis proto-entidad antiguo de la confederación Gaya durante tres reinos de Corea. Parece que había sido ubicado en ahorita Gimhae de Gyeongsang del Sur, cerca de la boca del río Nakdong, dando gran posibilidad de mantener su hegemonía entre otros miembros de su confederación. 
Antes de tres reinos de Corea, Manchuria y la peninsular coreana se fue controlado por Gojoseon, Reino de Buyeo y tres “Han” estados. Gaya fue la parte de Byeonghan y Geumgwan gaya conservaba su fuerza en el primer lugar en la época anterior de Gaya.
Según el libro clásico Samguk Yusa, Geumgwan Kaya fue construido por 9 aldeos que últimamente se unió por el rey Suro de Gaya. La leyenda coreana también dice que su reina fue de la región Ayodhya de ahora India.
En su primera época, los poderosos de Gojoseon avanzaba al sur después de su caída por Han china en 108 B.C., que influyó la mezcla de esa gente y los residentes originales con otros poderosos de Buyeo y Goguryeo, también. Ese aspecto fue descubierto por una serie de tumbas del siglo Ⅲ: las formas de entierro de la gente nómadic aparecieron, por ejemplo el entierro del muerto con su caballo y esta forma cambió la característica de entierro de Gaya . (Cheol 2000). Además, las evidencias aun existen que los mausoleums más tempranos fueron destruidos mayoríamente en vez de la forma norte de Corea y Manchuria. Lo es la evidencia que los nuevos poderosos lograron consolidar su influencia. En el primer tiempo de 1990s, la tumba real de Geumgwan Gaya fue descubierta en Daeseong-dong, Gimhae.
Sin embargo Gaya no pudo expandirse más debido a Baekje y Silla al oeste y este, respectivamente, lo trató de unirse con ellos a fin de hacer los ataques. Como Gaya, especialmente Geumgwan, pudo vender sus recursos abundantes de las minas de hierro, lo movilizó la fuerza de Wa (la gente japonesa) para atacar a Silla. En 400, la guerra entre Silla y Gaya-Wa resultaba las fuertes campañas de Goguryeo por la demanda de Silla. Como Goguryeo quería bloquear la expansión al norte, el Gwanggaeto grande de Goguryeo envió sus soldados y finalmente su fuerza derrotó Geumgwan Gaya. Por ese tiempo, la hegemonía entre la confederación fue traslada a Daegaya en ahora Goryeong-gun, Gyeongsang del Norte.
En el siglo V, los tres de Baekje, Silla y Gaya continúan buscar la oportunidad de deprivar el centro de Corea, dónde es ahorita Seúl a fin de asegurar la ruta de comercios con Sui y Tang china. Y Baekje y Silla a la primera vez formaron su alianza para rechazar Goguryeo. Con todo, Baekje fue traído por Silla y las fuerzas de Gaya también empezaron apoyar a Baekje sin fruto. 
La confederación de Gaya se hizo perder su influencia dramáticamente y Geumgwan Gaya también fue absordido por Silla en 532. La familia real de Geumgwan Gaya se ascendió al según grado del sistema de Golpum (골품제), ganando su título de Jingol (진골). Notablemente, el general Kim Yu-shin de Silla fue el descendiente del último rey de Gaya.

## Galería

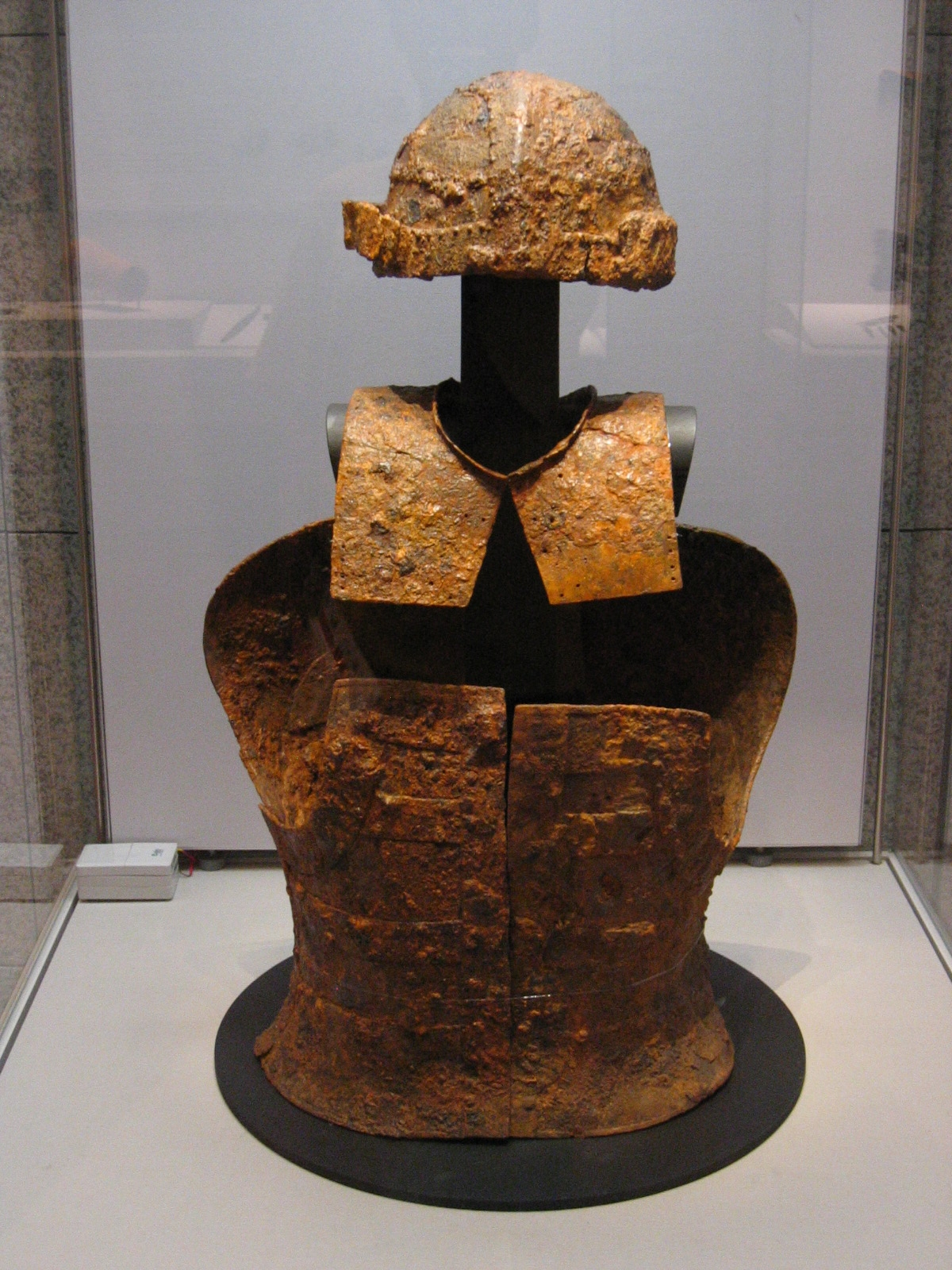
Armadura de hierro.
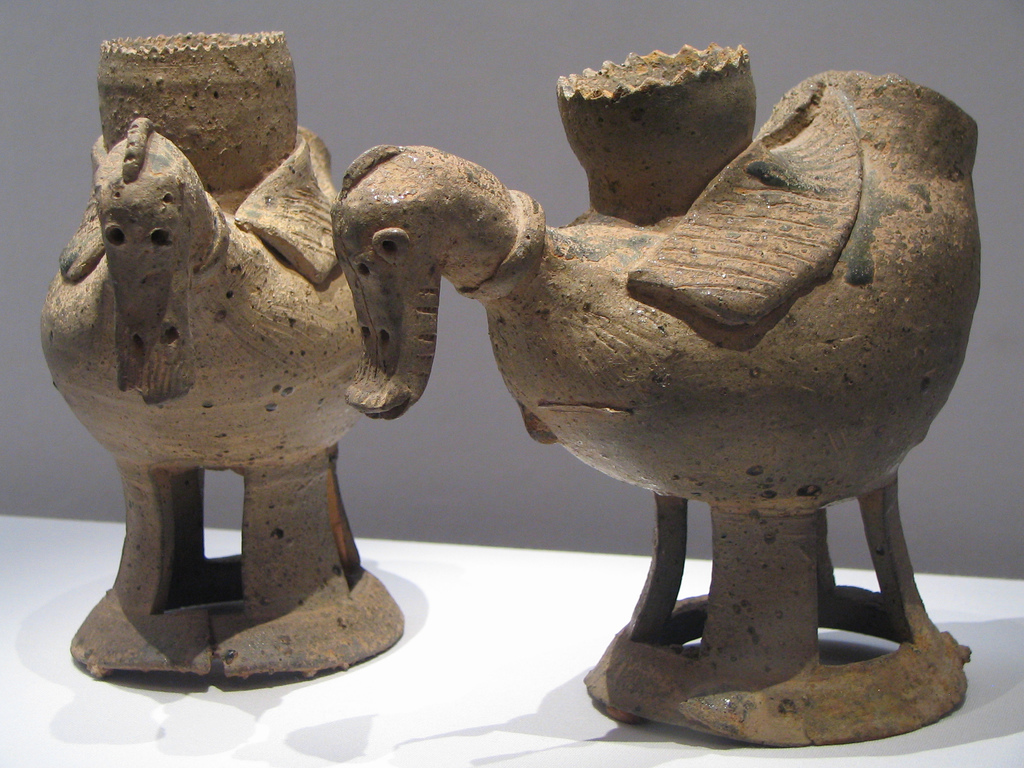
Vasijas de Gaya.
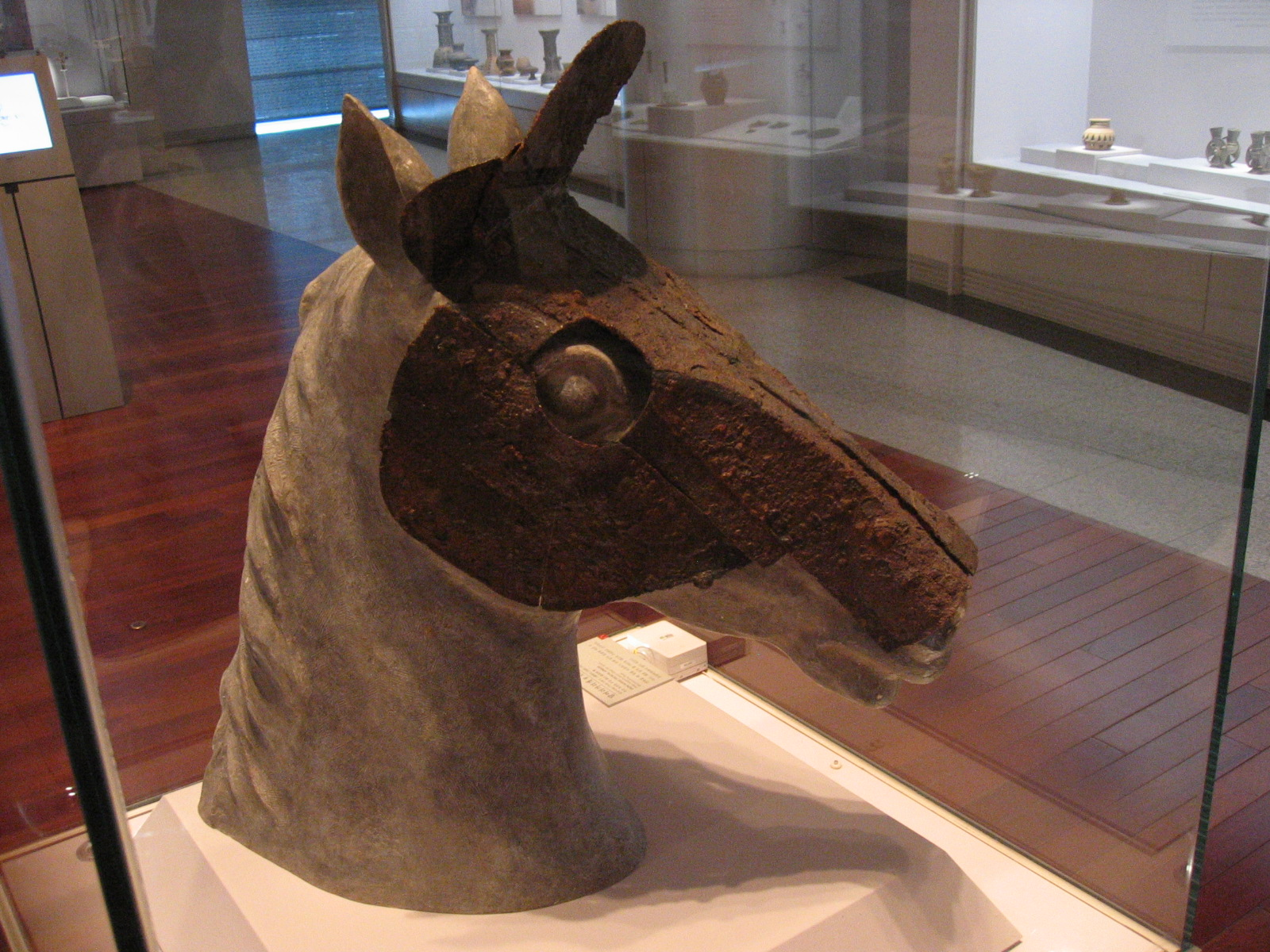
Testera de hierro con forma de caballo.